# Mesfin Adimasu
Mesfin Adimasu (5 maart 1985) is een Ethiopische atleet, die is gespecialiseerd in de marathon. 

## Biografie
Adimasu eindigde zowel in 2007 als in 2008 als vijfde op de marathon van Berlijn. In 2010 was hij goed voor een derde plaats op de marathon van Wenen.

## Persoonlijke records
| Onderdeel | Prestatie | Datum             | Plaats    |
| --------- | --------- | ----------------- | --------- |
| 25 km     | 1:15.11   | 27 april 2008     | Hamburg   |
| 30 km     | 1:30.05   | 30 september 2007 | Berlijn   |
| marathon  | 2:09.32   | 5 april 2009      | Rotterdam |

## Palmares

### 15 km
- 2007: 6e Montferland Run - 44.37

### halve marathon
- 2007: 6e halve marathon van Egmond - 1:06.04

### marathon
- 2006: 9e marathon van Rotterdam – 2:10.44
- 2007: 19e marathon van Parijs – 2:19.41
- 2007: 5e marathon van Berlijn – 2:09.49
- 2008: 7e marathon van Hamburg – 2:10.23
- 2008: 5e marathon van Berlijn – 2:12.02
- 2009: 7e marathon van Dubai – 2:12.23
- 2009: 7e marathon van Rotterdam – 2:09.32
- 2010:  marathon van Wenen – 2:09.41